# Гарт, Наталия Сергеевна
Ната́лия Серге́евна Га́рт (род. 16 июня 1983 года, Саратов, СССР) — президент Федерации санного спорта России. 

## Биография
Наталия Сергеевна Гарт родилась 16 июня 1983 года в Саратове.

Была замужем за  Леонидом Игоревичем Гартом; в 2012 году супруг скончался.

## Спорт
25 августа 2012 года на внеочередной конференции Федерации санного спорта России (ФССР) Гарт была избрана её президентом, став на тот момент самым молодым руководителем федерации олимпийского вида спорта в стране. 24 мая 2014 года переизбрана снова.
После Олимпиады Гарт была удостоена благодарности Президента Российской Федерации, а также награждена памятной медалью и грамотой Президента Российской Федерации «За значительный вклад в подготовку и проведение XXII Олимпийских зимних игр и XI Паралимпийских зимних игр 2014 года в г. Сочи».